# Cirill Hortobágyi
Cirill Tamás Hortobágyi OSB, né le 22 février 1959 à Nagytálya, en Hongrie, est un bénédictin hongrois, actuel archi-abbé de l'abbaye territoriale de Pannonhalma et donc archi-abbé de la congrégation bénédictine hongroise. Sa devise est Funda nos in pace.

## Biographie
Cirill Tamás Hortobágyi poursuit ses études au collège-lycée (Pannonhalmi Bencés Gimnázium és Kollégium) de l'abbaye de Pannonhalma (seule école confessionnelle à ne pas avoir fermé sous l'ère communiste) et entre le 21 août 1977 chez les bénédictins de cette abbaye ; il effectue son service militaire puis poursuit ses études de théologie. Il prononce ses premiers vœux temporaires le 6 août 1981. Il est ordonné diacre le 15 août (fête de l'Assomption) 1984 et le 15 août 1985 prêtre, le lendemain de ses vœux perpétuels, à la basilique Saint-Martin de Pannonhalma. Entre 1983 et 1988, il étudie à l'université Loránd Eötvös la biologie et la géographie et obtient son diplôme en 1988 ; dès lors il enseigne ces matières au collège-lycée de Pannonhalma. En 1989, c'est la chute du régime communiste en Hongrie et dans d'autres pays d'Europe centrale et de l'Est. Il enseigne pendant un an à la maison d'études Saint-Benoît de Budapest, tout en étant vicaire à la chapelle Sainte-Sabine, et il est aumônier d'étudiants jusqu'en 1992. Il dirige plus tard pendant deux ans (1994-1996) le collège-lycée de Pannonhalma. Il obtient un diplôme de troisième cycle en gestion et organisation managériale, de l'université d'économie et d'administration publique de Budapest. Il a pour tâche de restaurer les bâtiments monastiques de Pannonhalma et d'en assurer la subsistance avec le lancement de savons et de produits cosmétiques, de vinaigres, de tisanes et de liqueurs à base de plantes (le tout issu du domaine), ainsi que de la gestion d'un musée avec un café-salon de thé pour les touristes, etc.. À la demande du ministre de l'Environnement et du Développement régional, il est  membre du Comité national hongrois qui prépare le rapport national de la Conférence mondiale des Nations unies sur l'environnement et le développement, tenue en 1992. Le R.P. Hortobágyi donne aussi des conférences sur l'économie, l'éthique écologique et la culture traditionnelle à base de plantes dans des forums professionnels et promotionnels, en Hongrie et à l'étranger. En l'an 2000, il est décidé de relancer la culture viticole du domaine de l'abbaye avec la production d'un vin blanc de qualité.
Le 6 janvier 2018 le R.P. Hortobágyi est élu par la communauté monastique à la tête de l'abbaye de Pannonhalma, élection acceptée le 16 février 2018 par le pape François qui le nomme donc archi-abbé de Pannonhalma, après la démission du T.R.P. Asztrik Várszegi. Ce dernier lui confère la bénédiction le 21 mars 2018 (fête de saint Benoît) en présence du primat de Hongrie, le cardinal Erdő, et du T.R.P. Gregory Polan, abbé-primat de la confédération bénédictine, ainsi que de plusieurs évêques et abbés.